# Hakan
Hakan (ハカン?) es un personaje ficticio de origen turco perteneciente a la serie de videojuegos Street Fighter. Hizo su debut como nuevo personaje en Super Street Fighter IV. Fue revelado por IGN el 9 de marzo de 2010. El personaje fue creado específicamente para ser "como algo nunca antes visto en Street Fighter". Forma parte de la línea de personajes extraños de Street Fighter, como Blanka o Dhalsim (una tradición de la saga).

## Historia
Hakan es el presidente en la fabricación del aceite comestible mundial, la World's Leading, y es el campeón en el deporte nacional de Turquía, el Yagli. Hakan, que tiende a ser muy orgulloso de su nación y sus tradiciones, es también un padre de familia con una mujer y siete chicas que viven en una casa lujosa en Turquía. Entra en el S.I.N para mostrar sus habilidades en el torneo, y al mismo tiempo viajar por el mundo en busca de inspiración para una receta de aceite nuevo. Es uno de los personajes más raros de Street Fighter, no solo por su estilo de lucha, también tiene la piel de color rojo, el cabello azul y parece estar obsesionado con el aceite que usa en sus luchas.
Durante el torneo, Hakan se encuentra con su viejo amigo, E. Honda. El encuentro termina en un combate entre ambos amigos cuando cada uno de ellos afirma que domina el mejor estilo de lucha en el mundo. Honda pierde y reconoce que fue una buena pelea, pero advierte a Hakan de que no espere que pierda la próxima vez y se va. Hakan entonces tiene medita que Japón tiene varios aceites diferentes, y le dice a su familia que se van a Japón para ampliar su negocio.

## Apariencia
Hakan es un enorme luchador de aceite de Turquía con la piel de color rojo oscuro y un fuerte acento. Tiene el pelo de extraño color turquesa formando en rizos circulares alineados de forma bastante simétrica en su cabeza, y un gran bigote que le conecta con las patillas siguiendo una línea recta bajo las mejillas. Lleva un cinturón de gran tamaño, que no sólo tiene una cabeza de león de oro a modo de hebilla, sino también una enorme cadena de oro que une la hombrera con el cinturón cayendo como una bandolera. Viste pantalones azules ajustados moderadamente parecidos al atuendo tradicional "Yagli", pero adornados con anillos de oro y bandas de cuero. También usa muñequeras y tobilleras. Aunque no es usado o visible durante el combate, él puede verse portando un enorme barril con una cabeza de león dorado similar a la que hay en su cinturón. El barril contiene una importante cantidad de aceite, según se puede deducir cuando lo levanta sobre su cabeza y se empapa a sí mismo con respecto al comienzo de cada partida.
La apariencia y movimientos de Hakan son notablemente parecidos a los de Darun Mister de Street Fighter EX.

## Habilidades
Hakan no lucha según los preceptos tradicionales del yagli, sino que más bien usa una técnica cómica inventada en la que se pone énfasis en los resbalones entre dos objetos cuando hay aceite de por medio.
- Oil Slide (resbalón en aceite): Hakan se lanza de cabeza al suelo dejando que su cuerpo se deslice a una distancia corta tumbado y apoyado sobre el abdomen y el pecho. De esta forma el rival se cae como si algo le barriese los pies y las canillas.
- Body Press (prensa de cuerpo): Únicamente después de haber realizado la técnica del resbalón de aceite con éxito, Hakan, aún tumbado en el suelo, da media vuelta sobre sí y se impulsa en un corto salto con el que se abalanza con todo el cuerpo sobre la espalda del rival gritando "¡Attack!".
- Oil Shower (ducha de aceite): Sin que el rival resulte dañado, Hakan coge con cada mano una botella de aceite que lleva consigo y se empapa todo el cuerpo del líquido. Tras esto, Hakan está embadurnado en su aceite y su técnica de combate es más efectiva durante un tiempo. Durante el combate se puede apreciar que la piel está recubierta de una capa transparente y brillante, y que el líquido cae a veces como gotas.
- Oil Rocket (cohete bañado en aceite): En un rápido acercamiento, Hakan realiza un abrazo de oso a su rival y empieza a apretar hasta que la presión hace que el cuerpo de su rival salga despedido diagonalmente hacia arriba y luego caiga golpeándose contra el suelo sin opción de recuperarse.
- Oil Dive (zambullida en aceite): Hakan se acerca hacia el rival en un cómico movimiento en el que parece que se está resbalando corriendo y salta hacia él agarrándolo en el aire, y una vez lo tiene apresado, se mueve a través del escenario hacia el lado al que se ha abalanzado deslizándose en espiral por el suelo llevando al rival consigo. Al llegar al extremo el rival es golpeado con todo el cuerpo contra la pared.
- Flying Oil Spin (rizo volador en aceite): Se trata de la técnica de zambullida en aceite realizada con más fuerza, llegando a golpear al rival cinco veces contra los extremos de la pantalla de juego, cuatro de cabeza y la última con el cuerpo.
- Oil Coaster: Hakan realiza la técnica de Oil Rocket, pero en lugar de subir diagonalmente, el rival sube en vertical y Hakan lo recoge como una pelota de baloncesto bajando por un brazo y siguiendo por los hombros hasta el otro brazo, donde lo orientará hacia la cadera. Luego, Hakan empieza a darle velocidad al cuerpo del rival mientras le hace dar vueltas alrededor de su cadera hasta llegado un punto en el que lo vuelve a colocar sobre sus hombros y por inercia el rival sale despedido hacia un extremo, golpeándose con todo el cuerpo.
- Oil Combination Hold: En un momento Hakan se baña rápidamente en aceite y se tumba con el torso hacia arriba, y si el rival cae encima al aterrizar o le pisa, se resbala y cae sobre él. Después Hakan gira sobre sí agarrando al rival y dejándolo debajo de él, y, tras girar sobre él con todo el cuerpo para bañarlo bien en aceite, lo agarra del revés, de tal forma que cuando aprieta con todo el cuerpo, el rival sale despedido hacia un extremo del escenario y se da de cabeza contra el mismo.
- Guard Position (posición de guardia): Hakan se tumba boca abajo cubriendo la cabeza con las manos para protegerse.

## Datos Adicionales
- Gusta: Su esposa, sus hijas, chanko y aceite
- Odia: S.I.N, encendedores, fuego, oponentes presumidos y soberbios

## Sus rivales
E. Honda y Hakan son amigos, pero siempre discuten por demostrar quién tiene el mejor estilo de combate, cosa que, aun así, no perjudica a su amistad.
Se supone que Zangief y Rufus son también sus rivales. En el tráiler que anuncia a Hakan en Super Street Fighter IV, utiliza su golpe especial contra todos los personajes (él incluido), pero Zangief y Rufus son los dos primeros personajes que sufren a la técnica antes de E.Honda, que es su principal rival.
Hakan formaba parte también de una lista candidatos combatientes aptos de la S.I.N. Fue C.Viper quien fue enviada para convencer a Hakan, pero este último se negó. C.Viper decide pues luchar contra él, gana el combate y finalmente considera que Hakan era demasiado débil para formar parte del S.I.N.
También debe notarse que Seth se interesa por las técnicas del uso de aceite de Hakan y le considera un rival.